# Wiktor Wróbel (poseł)
Wiktor Wróbel (ur. 9 sierpnia 1907 w Starych Karmonkach, zm. 27 lipca 1990) – polski spółdzielca i polityk, poseł na Sejm PRL IV i V kadencji.

## Życiorys
Syn Ignacego i Klary z domu Huć. Uzyskał wykształcenie podstawowe. Działał Związku Polaków w Niemczech, walczył także w III powstaniu śląskim. W 1949 został przewodniczącym Gminnej Rady Narodowej w Radłowie, w 1950 wstąpił do Zjednoczonego Stronnictwa Ludowego. Był prezesem Powiatowego Komitetu partii w Oleśnie, gdzie zasiadał także w przez dwie kadencje w Powiatowej Radzie Narodowej, w której pełnił funkcję zastępcy przewodniczącego. Był też radnym Wojewódzkiej Rady Narodowej w Opolu, członkiem Wojewódzkiego, a także Naczelnego Komitetu ZSL oraz prezesem Gminnej Spółdzielni „Samopomoc Chłopska” w Radłowie. W 1965 i 1969 uzyskiwał mandat posła na Sejm PRL w okręgu Opole, przez dwie kadencje zasiadał w Komisji Handlu Wewnętrznego.
Odznaczony Srebrnym (1955) i Złotym Krzyżem Zasługi.